# Unterloquitz
Unterloquitz ist ein Ortsteil von Probstzella im Landkreis Saalfeld-Rudolstadt in Thüringen.

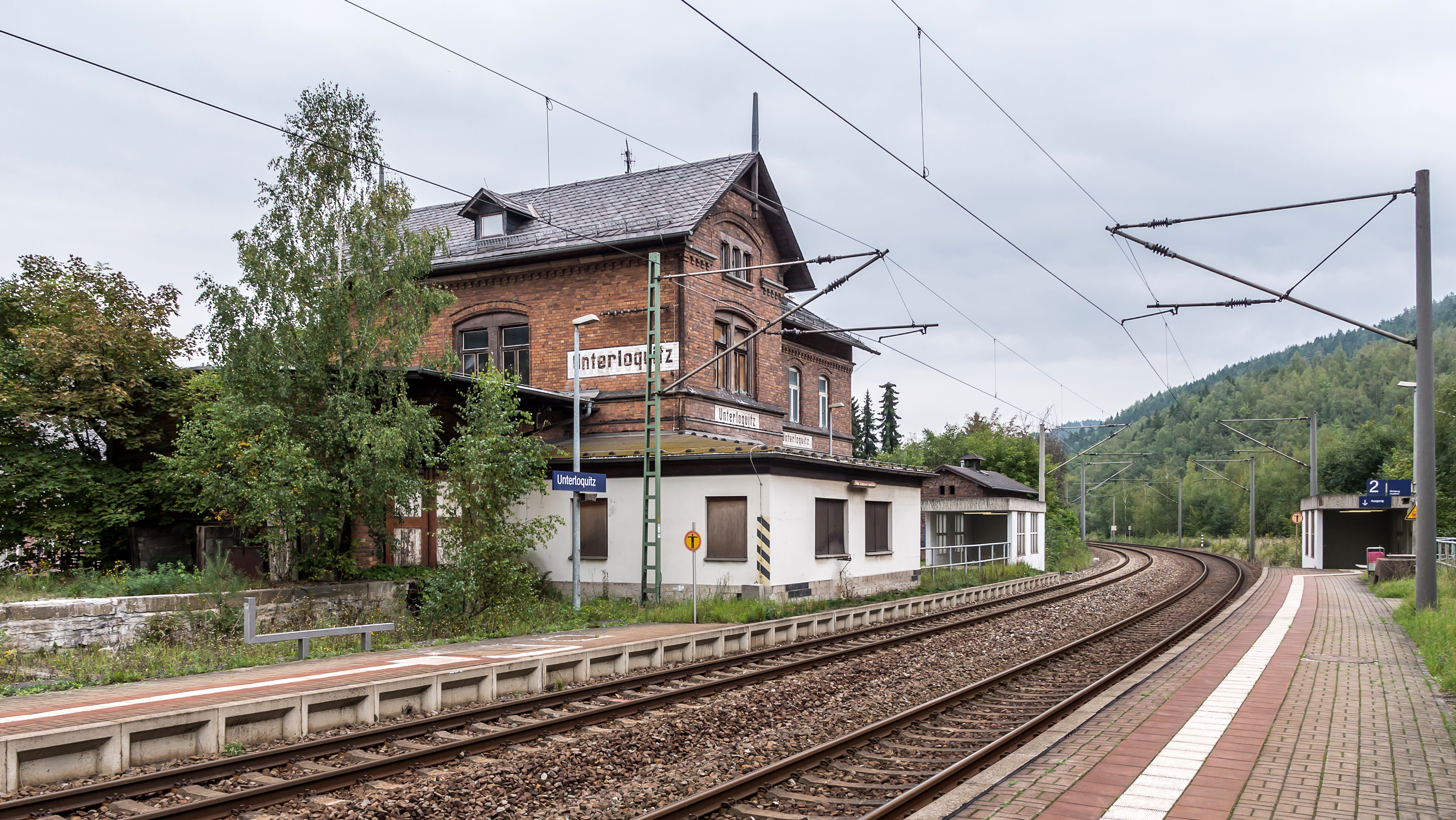
Station Unterloquitz

## Geografie
Der Ort liegt an der Loquitz, der Ortskern befindet sich am Ende eines Seitentals. 161 Personen wohnen in der Ortschaft (Stand 2019), die eine Fläche von 580,69 Hektar umfasst und mehrere Schiefergruben besitzt.

## Geschichte
Der älteste Ort in dieser Gegend wurde im Dezember 1074 erstmals urkundlich genannt. Der Name des Ortes ist slawischen Ursprungs und bedeutet unterer Wiesenbach, vgl. auch Lanke (Toponym). 1326 gehörte das Gebiet zur Grafschaft Orlamünde-Leutenberg. Es wurde aber 1499 an die Benediktinerabtei Saalfeld verkauft. Der damals eingerichtete Friedhof mit Kirche steht auf einer Geländeterrasse. Nachdem der Ort an die Schwarzburger zurückgefallen war, gehörte er bis 1918 zum Leutenberger Gebiet der Oberherrschaft des Fürstentums Schwarzburg-Rudolstadt.
1858 gab es neun Ganzbauern, acht Halbbauern, vier Hintersättler, sieben Kleinhäusler, die etwas Landwirtschaft betrieben. Außerdem gab es sechs Handwerker, 15 Tagelöhner und 19 Dienstboten. Am Südhang des Veitsbergs wurde einst Wein angebaut.
Am 1. Juli 1950 wurde die bis dahin eigenständige Gemeinde Arnsbach eingegliedert.
1994 wurde Unterloquitz nach Probstzella eingemeindet.

## Verkehr
Unterloquitz hat einen Haltepunkt an der Bahnstrecke Leipzig–Probstzella und liegt an der Bundesstraße 85.

## Persönlichkeiten
- Hugo Jacob (1883–1949), Lehrer, Oberlehrer und Heimatforscher
- Jens Bahre (1945–2007), Journalist und Autor von Kinderbüchern, Romanen und Kriminalromanen
- Klaus Schneider (1936–2021), Komponist, Jazzmusiker, Musikredakteur und Musikpädagoge